# Ace Ventura: Zvířecí detektiv
Ace Ventura: Zvířecí detektiv (v anglickém originále Ace Ventura: Pet Detective) je americká filmová komedie z roku 1994. Režisérem filmu je Tom Shadyac. Hlavní role ve filmu ztvárnili Jim Carrey, Courteney Cox, Sean Young, Tone Loc a John Capodice.

## Obsazení
| Jim Carrey       | Ace Ventura             |
| Courteney Cox    | Melissa Robinson        |
| Sean Young       | Lois Einhorn/Ray Finkle |
| Tone Loc         | Emilio                  |
| John Capodice    | Aguado                  |
| Dan Marino       | sebe                    |
| Uwe von Schamann | Ray Finkle na obrázcích |
| Noble Willingham | Riddle                  |
| Troy Evans       | Roger Podacter          |